# Give
Give er en stationsby i Sydjylland med 4.682 indbyggere  (2024) og et landevejsknudepunkt i Give Sogn, hvor der engang var hede. Første led af navnet kommer af det olddanske gy som betyder "kløft", mens anden del er en gammel bøjningsform af "høj" (bakke). Give ligger i Vejle Kommune i Region Syddanmark.
I 1100-tallet lå der en hellig kilde, som Give Kirke blev bygget ved, og siden voksede en landsby op omkring den.
Give er særligt kendt[kilde mangler] for sine mange skulpturer i bybilledet og for sit rige[kilde mangler] kultur- og foreningsliv - og så er det citronmånens hjemby.[kilde mangler]

## Geografi og transport
Cirka ni kilometer sydøst for Give ligger landsbyen Givskud med sin 60 hektar store zoologiske have, og 15 kilometer mod sydvest ligger Billund med lufthavn og attraktioner, som Legoland, Lalandia, LEGO House og WOW Park.
Cirka 15 km mod nordvest ligger Brande. Ejstrupholm ligger omkring 18 km mod nordøst. Give er Vejle Kommunes største centerby 30 km fra Vejle. Indenfor en times kørsel er der 397.621 arbejdspladser.
Midtjyske Motorvej snor sig lige i udkanten af Give, mens der i skrivende stund (maj 2020) undersøges, hvordan den kommende motorvej fra Haderslev med ende i Give skal placeres. Borgere i Give får derfor med andre ord nemt ved at køre både nord, øst og syd til de større byer og arbejdspladser.

## Historie
Omkring århundredeskiftet blev byen beskrevet: "Give (1280: Gygæ, 1340: Gyghe, 1350: Gøygh), stor Landsby (1901: 115 Huse og 697 Indb.), med Kirke, Methodistkirke („Emauskirken“, opf. 1894 af røde Mursten, uden Taarn; med Præstebolig), Skole, Folkehøjskole (opr. 1896), Missionshus (opf. 1899), Amtssygehus (opf. 1894 af røde Mursten i 1 Stokv. — Arkitekt: Olivarius — med en alm. Sygeafdeling med 6 og en Epidemiafdeling med 16 Senge), Apotek, Distriktslægebolig, Sparekasse (opr. 1872; 31/3 1900 var Spar. Tilgodeh. 135,264 Kr., Rentef., 4 pCt., Reservef. 6715 Kr., Antal af Konti 570), Mindestøtte for Fr. VII, Andelsmejeri, Markedsplads (Marked i Marts, Maj, Juni, Sept., Okt. og Nov.), Kro, Endestation for Vejle-Give Banen og Telefonst. samt Valgsted for Amtets 4. Folketingskr.".
Give stationsby havde 612 indbyggere i 1906, 854 i 1911 og 1.058 indbyggere i 1916. Fordelt efter næringsveje levede i 1911 175 af landbrug, 284 af håndværk og industri, 150 af handel, 57 af transport.
Give fortsatte sin udvikling i mellemkrigstiden: byen havde 1.184 indbyggere i 1921, 1.226 i 1925, 1.320 i 1930, 1.413 i 1935 og 1.496 indbyggere i 1940. Opgjort efter næringsveje levede i 1930 112 af landbrug, 540 af håndværk og industri, 129 af handel, 155 af transport, 79 af immateriel virksomhed, 135 af husgerning, 149 var ude af erhverv og 21 havde ikke opgivet indkomstkilde.
Give fortsatte sin udvikling efter anden verdenskrig. Byen havde 1.585 indbyggere i 1945, 1.657 i 1950, 1.758 i 1955, 1.800 i 1960 og 2.058 indbyggere i 1965. Opgjort efter næringsveje var fordelingen i 1960 49 levede af landbrug, 722 af håndværk og industri, 264 af handel, 135 af transport, 228 af administration og liberale erhverv, 57 af anden virksomhed, 333 var uden af erhverv og 12 havde ikke angivet indkomstkilde.
Give var hovedsæde i Give Kommune, der blev dannet ved kommunalreformen 1970. Ved kommunalreformen i 2007 blev Give Kommune slået sammen med Vejle Kommune.

## Erhverv
Give har et aktivt butik- og erhvervsliv samlet under Give Handel & Erhverv, hvor mange butikker er placeret i byens centrum på Østergade og Vestergade med Diagonal Kroen som samlingspunkt.
Dan Cake og Give Elementer er blandt de største virksomheder i byen.

## Kultur
I Give ligger Give-Egnens Museum, der viser, hvordan jyske hedebønder levede i hverdagen på deres gårde og af håndværk. I museets faste udstilling ses hedebondens gård og handelsgaden i Give (anno 1920) i størrelsesforholdet 1:1, udstillinger om handel og håndværk, nøjsomhedens nødvendighed samt en mindestue for en dansk nationalhelt fra 1864, Niels Kjeldsen. Desuden har museet særudstillinger, som udskiftes flere gange om året. På museet findes også legetøjs- og pibesamlinger og en gammeldags skolestue.
Byens tidligere rådhus er i dag indrettet bibliotek og kaldes Huset. Foran Huset afholdes hvert år Give Open Air, som har haft besøg af blandt andre Medina, Burhan G, Gulddreng, Martin Jensen med flere.
Give har en række foreninger, der tæller gymnastik, fitness, golf, fodbold, cykling, boksning, tennis, håndbold og meget mere. Give Tennisklub vandt for første gang det danske mesterskab for hold i 2019, mens Vejle Kommunes højest rangerende håndbold i form HK Give Fremad bedste herrehold gør sig i landets 2. division. Give Fremads bedste fodboldhold spiller i sæsonen 2020/21 i serie 1.

## Kendte fra Give
- Marc Pedersen, professionel fodboldspiller i SønderjyskE
- Klaus Eskildsen, tidligere professionel fodboldspiller og anfører i VB
- Torben Chris, Komiker fra bl.a. Comedy Fight Club, Shit Paraden og Zulu Kvæg-ræs
- Søren Skriver, tidligere professionel fodboldspiller i FC Midtjylland. Er oprindelig fra Sønder Omme, men har nu bosat sig i Give.
- Jeppe Andersen, professionel fodboldspiller for Hammarby
- Daniel 'Jyden' Hoff, komiker og influencer
- Jens Vibjerg, Venstrepolitiker
- Bo Feierskov, forsanger i Nice Little Penguins
- Solveig Mørk Hansen, model
- Niels Kjeldsen (1840-1864), dragon og krigshelt[12]